# Caeniopsis brevifrons
Caeniopsis brevifrons là một loài ruồi trong họ Tachinidae.